# B. R. Ambedkar
Bhimrao Ramji Ambedkar (en marathi: डॉ. भीमराव रामजी आंबेडकर) (Madhya Pradesh, 14 d'abril de 1891 – Delhi, 6 de desembre de 1956) va ser un jurista, economista, polític i reformador social així com activista social a favor dels drets dels dalits a l'Índia, dels drets de la dona i del dret laboral. Com a primer ministre de justícia de l'Índia independent, va tenir un paper fonamental en la Constitució de l'Índia i és considerat un dels pares fundadors del país.